# Sciades elongatus
Sciades elongatus là một loài bọ cánh cứng trong họ Cerambycidae.